# Shamsi Vuai Nahodha
Shamsi „Ali“ Vuai Nahodha (* 28. Oktober 1962 in Sansibar) ist ein tansanischer Politiker der Chama Cha Mapinduzi (CCM), der unter anderem von 2000 bis 2010 Chefminister von Sansibar, zwischen 2010 und 2012 Innenminister sowie von 2012 bis 2013 Verteidigungsminister war.

## Leben
Narodha besuchte von 1969 bis 1976 die Kiongoni Primary School sowie zwischen 1976 und 1979 die Ben-bella Secondary School und absolvierte danach von 1980 bis 1984 eine Sprachenausbildung am Institute of Kiswahili and Foreign Languages, die er mit einem Diplom beendete. Im Anschluss begann er 1984 ein Lehramtsstudium an der University of Dar es Salaam (UDSM), welches er 1987 mit einem Bachelor of Arts (B.A. Education) abschloss. Des Weiteren absolvierte er ein zwischen 1996 und 1997 ein postgraduales Studium im Fach Internationale Beziehungen am Centre for Foreign Relations, das er mit einem Diplom beendet.
Am 15. November 2000 übernahm Nahodha von Mohamed Gharib Bilal den Posten als Chefminister von Sansibar und hatte dieses Amt bis zu dessen Auflösung am 9. November 2010 inne. Zugleich war er von 2000 bis 2010 Mitglied des Repräsentantenhauses von Sansibar. 2000 wurde er zudem Mitglied des Zentralkomitees sowie des Nationalen Exekutivkomitees der Partei der Revolution CCM (Chama Cha Mapinduzi) und gehörte diesen beiden Führungsgremien der Partei bis 2016 an. Während dieser Zeit absolvierte er von 2005 bis 2008 ein Fernstudium im Fach Management an der Open University of Tanzania (OUT), welches er mit einem Master of Business Administration (MBA) abschloss. Im November 2010 wurde er für die CCM zum Mitglied der Nationalversammlung gewählt, in der er seither den Wahlkreis Kijitoupele vertritt.
Am 24. November 2010 wurde Nahodha Nachfolger von Lawrence Masha als Innenminister, nachdem sein bisheriges Amt als Chefminister von Sansibar abgeschafft worden war. Das Amt des Innenministers bekleidete er bis zu seiner Ablösung durch Emmanuel Nchimbi am 7. Mai 2012 im Rahmen einer neuerlichen Kabinettsumbildung, in dessen Rahmen Shamsi Vuai Nahodha selbst neuer Minister für Verteidigung und den Nationalen Dienst wurde. Bei einer weiteren Kabinettsumbildung am 20. Dezember 2013 wurde er als Verteidigungsminister von Hussein Mwinyi abgelöst und auch Innenminister Nchimbi verlor sein Amt als Innenminister. Danach blieb er als Hinterbänkler Mitglied des Repräsentantenhauses und gehörte unter anderem zwischen 2013 und 2015 dem Ausschuss für Verfassung, Rechts- und Regierungsangelegenheiten als Mitglied an.

## Archivversion
1. ↑  Zanzibar: Chief Ministers
2. ↑  Tansania: 24. November 2010
3. ↑  Tansania: 4. Mai 2012
4. ↑  Tansania: 20. Dezember 2013

| Personendaten    | Personendaten          |
| ---------------- | ---------------------- |
| NAME             | Nahodha, Shamsi Vuai   |
| ALTERNATIVNAMEN  | Ali Nahodha            |
| KURZBESCHREIBUNG | tansanischer Politiker |
| GEBURTSDATUM     | 28. Oktober 1962       |
| GEBURTSORT       | Sansibar               |